# Saldubella obliqua
Saldubella obliqua är en tvåvingeart som beskrevs av James 1977. Saldubella obliqua ingår i släktet Saldubella och familjen vapenflugor. Inga underarter finns listade i Catalogue of Life.